# Aron Elstak
Aron Elstak (Dordrecht, 27 januari 1993) is een Nederlands cabaretier, acteur en zanger.

## Biografie
Aron bracht zijn jeugd door in het Zuid-Hollandse Alblasserdam. Hij begon met acteren op zijn middelbare school en bij jeugdtheaterscholen. Na zijn middelbare school richtte hij een eigen theatergezelschap op. In 2013 behaalde hij de halve finale van cabaretfestival Cameretten. Zijn programma Keurig Klote ging in datzelfde jaar in premiere. In 2015 debuteerde hij met zijn eerste avondvullende programma Met de moed der wanhoop. Ook maakte hij van 2015 tot 2017 deel uit van de cabaretiers in de Cabarestafette. Elstak is getrouwd met actrice Robin Elstak die speelt in onder anderen Celblok H.
Elstak is de vaste zanger van het Spijkerlied bij het radioprogramma Spijkers met Koppen van BNNVARA. Hij schrijft dit lied elke week tijdens de uitzending en zingt het ter afsluiting. Daarnaast schrijft en speelt hij scènes en zingt hij liedjes bij het radioprogramma.
In opdracht van het Amsterdams Kleinkunst Festival schreef hij #Jacques, een nieuw kleinkunstlied, geïnspireerd op Hendrik Haan van Annie M.G. Schmidt, een van Elstaks grootste inspiratiebronnen. Het lied verscheen op 4 februari 2022 in de playlist AKF Nieuw Werk, met zeven andere liedjes van professionele cabaretiers, allen gebaseerd op werk van Schmidt. Ook schreef hij in opdracht van het AKF een reactie op het lied Met hart en ziel van Rick de Leeuw voor de Avond van de Kleinkunst 2022.
Naast cabaret en kleinkunst is Elstak werkzaam als acteur en componist. Bij het Rotterdamse theatergezelschap TG De Klassieken, geleid door zijn vrouw Robin Elstak, is hij werkzaam als muzikaal leider en deel van het kernteam. TG De Klassieken produceert louter theatervoorstellingen die op welke manier dan ook gebaseerd zijn op klassiekers, bijvoorbeeld uit het theaterrepertoire, de literatuur, opera of beeldende kunst. Hij was te zien in producties als Atalanta, Feeks, WRAAK, Elektra, Romeo en Julia op 1,5 meter, ANTI, Dieven van de Koopgoot en Stippeltje. Voor de twee laatstgenoemde producties en voor een bewerking van de Griekse mythe Orpheus componeerde hij de muziek.

## Shows
- Sidekick (2024)
- Toetje (2023-2024)
- Kijkt u even mee? (2017-2018)
- Met de moed der wanhoop (2015-2017) - officieel debuut
- Keurig Klote (2013-2015) - halve finale Cameretten 2013
- Stemmen (2013) - winnaar theaterfestival Pitch

## Televisie
| Jaar       | Programma               | Rol         |
| ---------- | ----------------------- | ----------- |
| 2022-heden | Sinterklaasjournaal     | Nieuwe Piet |
| 2023       | Avond van de Kleinkunst | Artiest     |
| 2023-heden | Oogappels               | Frenkie     |
| 2023       | Hotel Hollandia         | Ajax        |
| 2024       | Het Klokhuis            | Peter       |